# Climate TRACE
O Climate TRACE (do Inglês "Tracking Real-Time Atmospheric Carbon Emissions", ou rastreamento das emissões de carbono atmosférico em tempo real em Português) é um grupo independente que monitora e publica as emissões de gases de efeito estufa. Ele foi lançado em 2021, antes da COP26, e melhora o monitoramento, a comunicação e a verificação (MRV) do dióxido de carbono e do metano. O grupo monitora fontes como minas de carvão e chaminés de usinas de energia [en] em todo o mundo, com dados de satélite (mas não seus próprios satélites) e inteligência artificial.
A revista Time o nomeou como uma das cem melhores invenções de 2020. Seu mapa de emissões é o maior inventário global e mapa interativo de fontes de emissão de gases de efeito estufa. De acordo com Kelly Sims Gallagher [en], ele poderia influenciar a política de mudança climática [en] ao reduzir as disputas de MRV e levar a promessas climáticas mais ambiciosas.
Os relatórios anuais dos países desenvolvidos para a UNFCCC são enviados mais de um ano após o final do ano monitorado. Os países em desenvolvimento no Acordo de Paris enviarão a cada dois anos. Alguns grandes emissores, como o Irã, que não ratificou o acordo, não enviaram um inventário de gases de efeito estufa [en] na década de 2020.
Novos dados são divulgados mensalmente 2 meses após as emissões.

## Métodos
As emissões das usinas de energia são rastreadas por um software de treinamento com aprendizado supervisionado para combinar imagens de satélite com outros dados abertos, como conjuntos de bancos de dados de governos [en], OpenStreetMap, e relatórios de empresas. Da mesma forma, grandes navios serão rastreados para entender melhor as emissões da navegação internacional.

## Membros
Até o começo de 2025 a coalizão é composta por:
- Ex-vice-presidente dos EUA, Al Gore
- Carbon Yeld
- CTrees
- Universidade Duke
- Earth Genome
- Global Energy Monitor [en]
- Hypervine
- Johns Hopkins APL
- OceanMind
- RMI
- TransiitonZero
- WattTime

## Link externos
- Site oficial